# Saint-Georges-sur-Fontaine
Saint-Georges-sur-Fontaine – miejscowość i gmina we Francji, w regionie Normandia, w departamencie Sekwana Nadmorska.
Według danych na rok 1990 gminę zamieszkiwało 675 osób, a gęstość zaludnienia wynosiła 74 osoby/km² (wśród 1421 gmin Górnej Normandii Saint-Georges-sur-Fontaine plasuje się na 355. miejscu pod względem liczby ludności, natomiast pod względem powierzchni na miejscu 400.).